# تعطیلات (ترانه لیتل میکس)
«تعطیلات» (به انگلیسی: Holiday) ترانه‌ای از گروه موسیقی دخترانه اهل بریتانیا لیتل میکس است. این ترانه در ۲۴ ژوئیه ۲۰۲۰ دومین تک‌آهنگ آلبوم آینده گروه با عنوان 
کنفتی توسط آرسی‌ای بریتانیا منتشر شد.